# キャシー・アハーン
キャシー・アハーン（Kathy Ahern、1949年5月7日 - 1996年7月6日）はアメリカ合衆国の女子プロゴルファー。LPGAツアーでプレーした。   

## キャリア
ペンシルベニア州ピッツバーグで生まれ、テキサス州ダラスで育った。1964年のテキサス女子パブリックリンクス大会に15歳で優勝した。1967年には高校からダイレクトにLPGAツアー入りし、生涯で、1972年の全米女子プロゴルフ選手権1勝を含み3勝した。
初勝利は1970年8月のサウスゲートレディースオープンで、1972年7月のジョージワシントンクラシックが最後の勝利となった。この1週間前の全米女子オープンでは準優勝した。1980年代にはあまりプレーはしなかったが時折シェリー・ターナーのキャディーを務めるなどツアーとの関わり合いを持ち続けた。

## 死去
5年にわたり乳がんと闘病したがアリゾナ州フェニックス近くのファウンテンヒルズにある母親の家で47歳で死亡。

## プロの勝利

### LPGAツアー優勝（3勝）
| 凡例                            |
| LPGAツアーメジャー選手権（1勝） |
| その他のLPGAツアー（2勝）       |

| 番号 | 日付          | 大会名                         | 優勝スコア        | パー表示 | 2位との差   | 準優勝               |
| ---- | ------------- | ------------------------------ | ----------------- | -------- | ----------- | -------------------- |
| 1    | 1970年8月23日 | サウスゲートレディースオープン | 72-72-67 = 211    | −5       | 3ストローク | ジュディ・ランキン   |
| 2    | 1972年6月11日 | イブ-LPGAチャンピオンシップ    | 75-73-76-69 = 293 | +1       | 6ストローク | ジェーン・ブラロック |
| 3    | 1972年7月9日  | ジョージワシントンクラシック   | 78-68-67 = 213    | −6       | 1ストローク | サンドラ・ヘイニー   |

## メジャー大会

### 勝利（1勝）
| 年     | 大会名                      | 優勝スコア              | 2位との差   | 準優勝               |
| ------ | --------------------------- | ----------------------- | ----------- | -------------------- |
| 1972年 | イブ-LPGAチャンピオンシップ | +1（75-73-76-69 = 293） | 6ストローク | ジェーン・ブラロック |